# 雄弁は銀、沈黙は金
『雄弁は銀、沈黙は金』（ゆうべんはぎん、ちんもくはきん、英: Speech is silver, silence is golden）は、トーマス・カーライルが広めた英語の諺である。発話よりも沈黙の方が価値があるとの意。9世紀のアラブ文化に由来すると考えられている。

## 意味
『雄弁は銀、沈黙は金』は「おそらく沈黙に関することわざの中で最もよく知られているもの」と評されている:239。英語での同様のことわざには "Still waters run deep"（静かに流れる川は深い）や "Empty vessels make the most sound"（空の入れ物は大きな音を立てる）がある。
英語以外の言語でも似たようなことわざがあり、例えばタルムード:241のアラム語のことわざ「言葉が1シェケルの価値があるなら、沈黙は2シェケルの価値がある」は17世紀に英語に翻訳されている。沈黙を称賛する言葉は、聖書をはじめとする古い書物にも見られ、例えば、「言葉が多ければ、とがを免れない、自分のくちびるを制する者は知恵がある。」（箴言 10:19）などがある:239–240。

## 起源と広がり
1932年、Richard Jenteはこの「銀」と「金」のことわざを「東洋起源」と記した。1999年、David J. Wassersteinは、多くの先行研究者が言及した「東洋起源」とは、アラム語の「シェケル」のことわざである可能性が高いと指摘した:241。しかし、ジョン・レイによって1678年に出版された『イギリスの諺集』の中で既に英語で発表されておりこのアラム語の諺は、関連性があり、おそらく同じ古代の起源を共有しているが、「銀」や「金」という用語を使用する欧州文化のことわざとは異なっている、とWassersteinは主張した:240–241。Wassersteinは後者がアラビア文化起源であることを突き止めた。11世紀のイスラム学者であるアル＝ラギブ・アル＝イスファハニや9世紀の作家であるアル・ジャーヒズ（後者は「もし言葉が銀ならば、沈黙は金であろう」と書いている）の文章に記録されており、何世紀にもわたってアラビア語で広く使われてきたことが明らかにされた:244–247。「銀」と「金」のことわざは、イスラム時代のスペインでも知られており、11世紀にコルドバのイブン・ハイヤーンが記録している:254。
アラビア語の著作では、このことわざはソロモン王のものとされているが、Wassersteinは、「銀」と「金」という言葉を使った古代ユダヤ人のことわざは見つかっていないため、そのような起源を証明する証拠はないと書いている。また、他のアラビア語の著作では、「銀」と「金」のことわざを賢者ルクマーンのものとしているものがあるが、これも検証可能な証拠はないとし、Wassersteinは、本当の起源は歴史上失われている可能性が高いと結論付けている:247–248。現存する最も古い資料では、このことわざは単に「古の賢者」に由来するとされている。
Wassersteinによれば、このことわざの「銀」と「金」版は、14世紀のスペイン系ユダヤ人、シェム・トブ・ベン・イサク・アルドゥティエルとも呼ばれるSantob de Carrion（ヘブライ語作家であり、アラビア語の文章を翻訳していた）の著作を通して西洋文化に入ってきた可能性が高く、その後、何世紀にもわたって、スペイン語で使われるようになり、やがて他のヨーロッパの言語でも使用されるようになった:257–258。
Jenteによれば、このことわざは19世紀初頭にドイツで流行し、その後、アメリカのドイツ系移民を通じて英語に広まった。Wassersteinは、このことわざが英語で初めて使われた記録は、スコットランドの作家トーマス・カーライルが1836年に発表した小説『衣装哲学』の中にあるとしている。カーライルは理由は不明であるが、この諺を「スイスの碑文」（ドイツ語 "Sprechen ist silber, schweigen ist gold"）に由来するとしている:239。しかし、「談話は銀、沈黙は金（discourse is silver, silence is gold）」という似たようなことわざが「ギリシャのことわざ」とされ、1818年にはウィリアム・マーティン・リークの「Researches in Greece」（1814年）の資料を転載した蔵書の中で英語で印刷されている。
19世紀後半には、このことわざの起源と英語での登場の歴史は、すでにイギリス大衆の関心を集めていた。文学雑誌『Notes and Queries』における一連のやりとりの中で、何人かの寄稿者がカーライルの本の文脈でこの疑問について言及していた:242。